# Ніколас Гарсія
Ніколас Гарсія  (ісп. Nicolás García, 20 червня 1988) — іспанський тхеквондист, олімпійський медаліст.

## Виступи на Олімпіадах
| Олімпіада   | Вагова категорія | Місце |
| ----------- | ---------------- | ----- |
| Лондон 2012 | до 80 кг         | 2     |